# Валунья
Валу́нья (англ. Valunia) — одне із 15 вождівств округу Бо Південної провінції Сьєрра-Леоне. Адміністративний центр — містечко Монґері.
Населення округу становить 35558 осіб (2015; 19156 в 2008, 17741 в 2004).

## Адміністративний поділ
У адміністративному відношенні вождівство складається з 7 секцій:
| № | Назва    | Оригінальна назва | Площа, км² | Населення, осіб | Адміністративний центр |
| - | -------- | ----------------- | ---------- | --------------- | ---------------------- |
| 1 | Ванджелу | Vanjelu           | -          | -               | -                      |
| 2 | Дейленґа | Deilenga          | -          | -               | -                      |
| 3 | Лунья    | Lunia             | -          | -               | Монґері                |
| 4 | Кендебу  | Kendebu           | -          | -               | -                      |
| 5 | Нґово    | Ngovo             | -          | -               | -                      |
| 6 | Сейленґа | Seilenga          | -          | -               | -                      |
| 7 | Ярленґа  | Yarlenga          | -          | -               | -                      |